# گروید
گروید (به هلندی: Groede) یک منطقهٔ مسکونی در هلند است که در اسلایس واقع شده‌است. گروید ۱٫۰۳۰ نفر جمعیت دارد.